# 長沼時宗
長沼 時宗（ながぬま ときむね）は、鎌倉時代の武将。

## 経歴・人物
寛喜2年（1230年）8月13日、父の宗政より下野国長沼荘・小薬郷・御厩別当職、陸奥国南山、美濃国右太郷・五里郷津布良、美作国西大野保内円宗寺、備後国内平野保、武蔵国柏原郷、淡路国守護職・笑原上田両保地頭職、京都および鎌倉の屋敷地を譲与される。『吾妻鏡』安貞2年（1228年）7月23日条、同年10月15日条、嘉禎3年（1237年）4月22日条、同年6月23日条、仁治2年（1241年）11月29日条などに鎌倉幕府御家人として名がみえる。